# 48th Virginia Infantry
Quarante-huitième régiment de volontaires de Virginie
Le 48th Virginia Volunteer Infantry Regiment (quarante-huitième régiment de volontaires de Virginie) est un régiment d'infanterie levé dans le sud-ouest de la Virginie pour servir dans l'armée des États confédérés pendant la guerre de Sécession. Il combat la plupart du temps avec l'armée de Virginie du Nord.

## Organisation
Le 48th Virginia Infantry est organisé à Big Spring, près d'Abingdon, dans le comté de Washington, en Virginie, en septembre 1861, et contient des hommes des comtés de Scott, de Washington, de Smyth, de Lee, et de Russell. Il combat lors de la campagne de la vallée de la Shenandoah de Jackson et, plus tard, est affecté à la brigade du général John R. Jones et puis celle de William Terry de l'armée de Virginie du Nord.

## Service
Le 48th Virginia Infantry participe à de nombreux conflits depuis la bataille des sept jours jusqu'à celle de Cold Harbor, alors, bien qu'en sous effectif  après de nombreuses soldats ne rempilent pas à l'expiration de leur première année d'engagement de services.
Au cours de la première bataille de Kenstown, le régiment forme l'arrière garde du dispositif confédéré. Le colonel John A. Campbell fait avancer rapidement son régiment mais la nuit l'empêche de prendre part aux combats(p657-658),.
Lors de la bataille d'Antietiam, le 17 septembre 1862 des éléments du régiment avec certains du 21st Virginia Infantry et 48th Virginia Infantry prennent part à des combats face à brigade de fer de Gibbon,.
Néanmoins, il est impliqué dans les opérations de la vallée de la Shenandoah d'Early et de la campagne d'Appomattox. Lors de la campagne de la vallée de la Shenandoah à l'été 1864, le 48th Virginia fait partie d'un groupe régimentaire composés des restes de régiments (les 21st, 25th, 42nd, 44th, 48th et 50th Virginia Infantry) sous les ordres du colonel Robert h. Dugan et qui comprend moins de 400 hommes(p194). Le groupe prend part à la seconde bataille de Kernstown le 24 juillet 1864(p191),.

## Pertes
Il est organisé avec 912 officiers et hommes du rang et a une force de 800 hommes en mai 1862. L'unité rend compte de 17 victimes à Cross Keys et Port Republic, 62 à Cedar Mountain, 24 à la deuxième bataille de Bull Run, 7 à Fredericksburg (quand il est à l'arrière), et 103 à Chancellorsville (après laquelle le général J. R. Jones cesse de servir sur le terrain). Sur 265 hommes de cette unité engagés à Gettysburg, plus de vingt-cinq pour cent sont mis hors de combat. Seulement 4 officiers et 38 hommes se rendent à Appomattox.

## Commandement
Les officiers supérieurs sont les colonels John A. Campbell (qui démissionne en octobre 1862, lors du transfert sous les ordres de John R. Jones et sa promotion au grade de brigadier général en dépit de son manque d'expérience militaire), Robert H. Dungan, et Thomas S. Garnett ; le lieutenant-colonel Oscar White, et les commandants James C. Campbell, Wilson Faris, et D. Boston Stewart.